# 紀の川市桃源郷運動公園陸上競技場
紀の川市桃源郷運動公園陸上競技場（きのかわし とうげんきょうそうごううんどうこうえん りくじょうきょうぎじょう）は、和歌山県紀の川市の紀の川市桃源郷運動公園内にある陸上競技場。球技場としても使用される。

## 施設概要

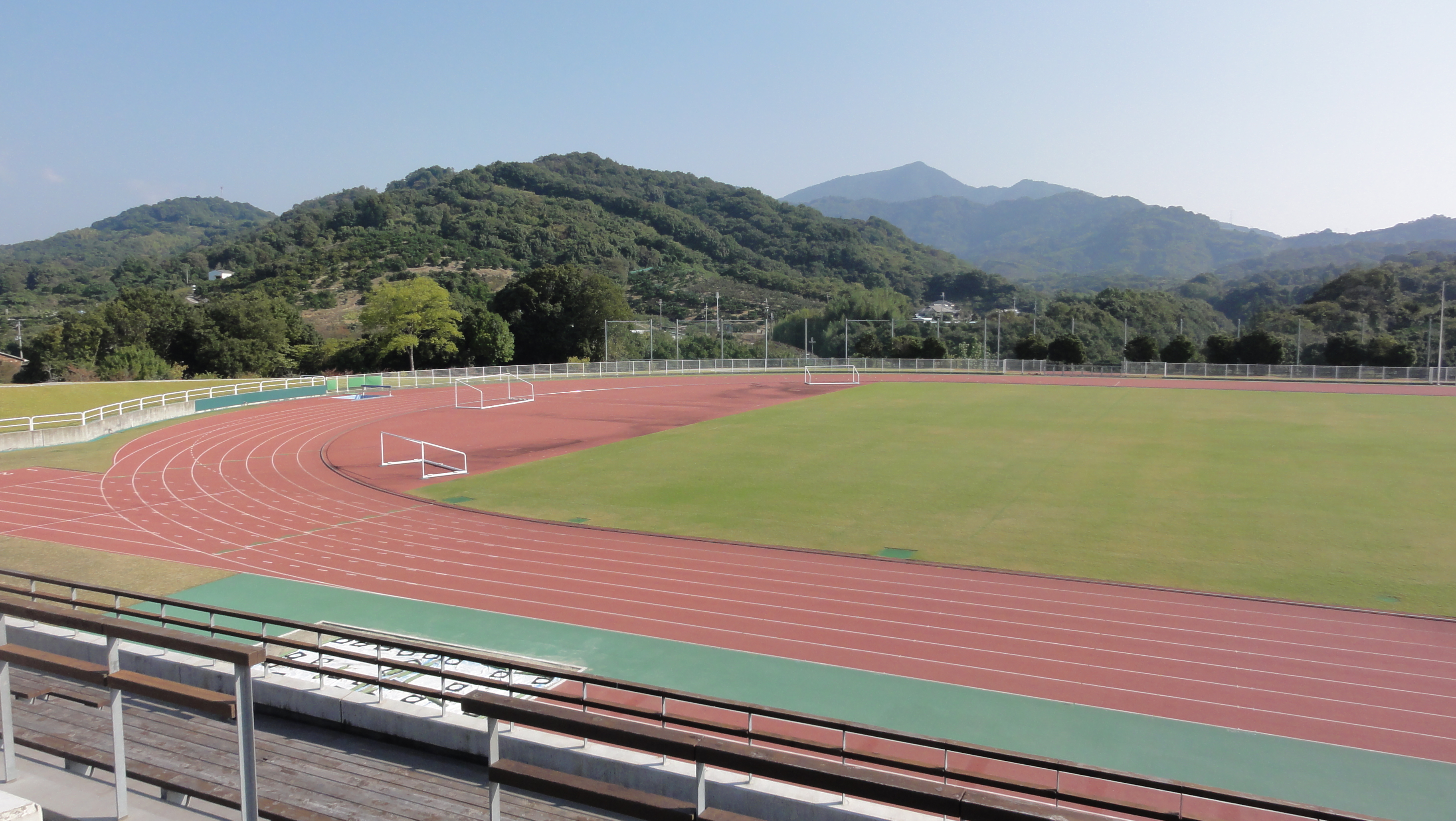
競技場内部

- 日本陸上競技連盟第三種公認[3]
- 競技場面積：30,000平方メートル[2]
- トラック：400 m x 8レーン[3]
- 観客席：780人[2]

## 開催競技
- 陸上競技
  - 紀の川市桃源郷ハーフマラソン
- サッカー
  - 天皇杯全日本サッカー選手権大会（2011年 - ）[4]
  - 関西サッカーリーグ

## 公園内その他の施設
- 学習体験館
- サブグラウンド[3]

## アクセス
- 自動車
  - JR和歌山線下井阪駅から車で約15分[2]
  - 阪和自動車道和歌山インターチェンジから車で約40分[2][3]
- バス
  - JR和歌山線下井阪駅から紀の川市地域巡回バス「三和公民館前」で下車、徒歩5分[1]
  - 和歌山電鐵貴志駅から紀の川市地域巡回バス「三和公民館前」で下車、徒歩5分[1]
    - なお、上記バスは桃源郷周辺では自由乗降制度を導入しており[5]、かつ「三和公民館前」バス停と「桃源郷運動公園下」バス停の中間地点に当競技場の正門が位置するため、乗務員に降車希望を告げる（または、バス到着時に挙手で乗車意思を伝える）ことで、実際には当競技場の入口前で乗降することができる。